# Shi Tuo
Shi Tuo (chinois 师陀, pinyin Shī Tuó), né en 1910 et mort en 1988, de son vrai nom Wang Changjian, est un écrivain chinois.
Alors qu'il réside à Pékin, après 1931, il commence à écrire des nouvelles au caractère engagé, ce qui lui vaut le soutien de Ding Ling. Son style est proche d'une prose lyrique. Dans les années 1940 il écrit deux romans et des scénarios. Après 1949, il continue à écrire des scénarios, ainsi qu'un roman, Lishi wuqing.

## Liste de œuvres
- 谷 Gu, 1937 (nouvelle)
- 里门拾记 Limen shiji, 1937 (nouvelles)
- Guoyuan cheng ji, 1946
- Yeniao ji, 1948 (nouvelles)
- Luori guang (nouvelles)
- 結婚 Jie Hun, 1949 (roman)
- 馬蘭 Ma Lan, 1948 (roman)
- 历史无情 Lishi wuqing, 1951 (roman)

## Traductions
- « Le dernier drapeau », trad. Emmanuelle Péchenard, dans Shanghai 1920-1940. Douze récits, Bleu de Chine, 1995.